# Trachyliopus forticornis
Trachyliopus forticornis là một loài bọ cánh cứng trong họ Cerambycidae.